# Sirokomli
A Syrokomlai címer története messze visszanyúlik a lengyel történelembe.  Elképzelhető, hogy az 1175-ben meghalt poznani püspök, Bernhard már Sirokomla címerű volt. A címer első levéltári említése 1354-ből való, de van ennél még egy régebbi, A legtöbb szakirodalom azonban biztosra veszi, hogy a címer alapja az Adbank címer, amelyben a fehér / ezüst W keresztgerenda volt piros alapon. Az arany kereszt később került a címerre, amikor is egy Syrokomla nevű lengyel lovag 1330 körül legyőzött egy pogány poroszt, aki becsmérelte a kereszténységet és párbajra hívta ki őt. A kereszt hozzáadása a címerhez vélelmezhetően azt kívánta rögzíteni, hogy a lovag győzedelmesen megvédte Isten becsületét.
A sajátos lengyel banderiális katonaságban bevett módon egy címert - így a  Syrokomlai (Sirokomli) címert is - több, egy főnemesnek szolgáló, azonos jogállású család is magáénak mondta. Ezt a címert használta a magyar vonatkozásáról is ismert lengyel eredetű Stefanowski család, melynek első levéltári említése 1354-ből való, de egyes forrásos szerint korábbi, akár 1175-ös eredetű is lehet. 

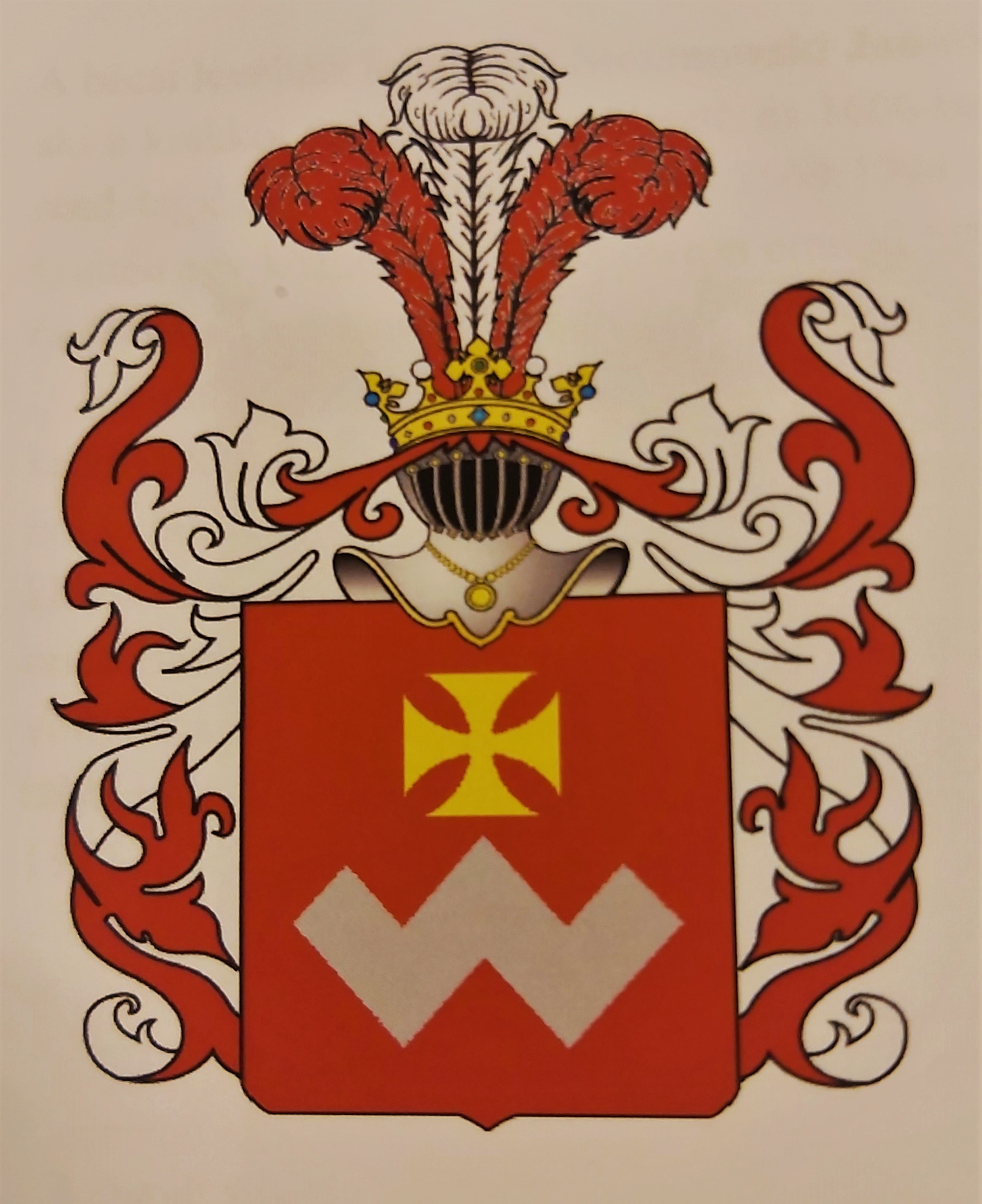
A Stefanovszky család által is használt Syrokomlai címer

## A címer leírása
A címer heraldikai leírása, a Magyarországon elfogadott címertani szabályoknak megfelelően:
Pajzs és ábrái: Egyenes állású csücskös talpú, osztatlan mezővel. Vörös háttéren mint egy széles latin W sarkosan húzott szabad fehér (ezüst) keresztgerenda, melynek középső csúcsán egy kis arany rendi kereszt van.
Sisak : Koronával fedett, szembe néző rostélyos sisak (színe acélszürke).
Sisakdísz: A pajzs fölötti sisak koronájából 3 toll vörös – fehér (ezüst) – vörös.
Sisaktakaró (Foszlány): Jobb és bal oldalon vörös,  bélése fehér (ezüst)
(Pajzstartó, jelmondat, egyéb díszek: nincsenek.)